# Dragon Blade: Wrath of Fire
Dragon Blade: Wrath of Fire é um jogo lançado exclusivamente para Wii pela D3 Publisher. Dragon Blade segue um jovem aventureiro chamado Dal que procura seis pedaços da lendária "Dragon Blade", cada um contendo a alma de um dragão diferente. Em uma tentativa de construir a arma final para vencer o mal, o jovem protagonista embarca em uma busca para encontrar e lacrar cada um dos seis dragões, tendo suas almas e habilidades conquistadas no processo.

## Enredo
O enredo gira em torno de Dal e sua busca para recuperar as seis peças da Dragon Blade e vencer os dragões que "saquearem" a terra. Ele é acompanhado por um dragão vermelho misterioso chamado Valthorian cuja alma é a fonte dos poderes do Blade Dragon. O enredo foi escrito por Richard A. Knaak.
Dal é atormentado por sonhos repetidos de si mesmo empunhando uma espada de fogo e de ser instruído por uma voz sobre como usá-la (servindo como tutorial do jogo). Uma vez que todos os objetos quebráveis foram incinerados, ele acorda para encontrar sua noiva. Ele diz a ela do seu sonho, e quando ele termina, a aldeia está sob ataque dos monstros que servem os dragões. Depois de instruí-la a correr e se esconder, ele é atraído por uma grande pedra e uma voz desencarnada. Ele é teleportado para uma cavidade subterrânea escondida nas profundezas, onde a alça e cabo para a lâmina de fogo dos seus sonhos está situado. Ele pega a lâmina, e a voz desencarnada se revela como Valthorian, o dragão de fogo que levou favor com a humanidade em tempos de guerra e deu-lhes a força extra de luta para influenciar a vitória para um lado.
Irritado por suas ações, os outros cinco dragões conspirou contra ele, acabou corrompendo a seis pessoas mais confiável de Valthorian. Valthorian acreditava que acabariam por destruídos, e o povo lança um ataque. Incapaz de magoar as pessoas que ele amou uma vez e confiável, Valthorian é assassinado e sua alma selada em órbitas diferentes, pedaços do Dragon Blade. Um dos seis homens, no entanto, lamentou a sua assistência na escritura, tirou a parte e escondeu. Por gerações, a família guardava o tesouro, que era o cabo e punho, até que levou à Dal, o seu último descendente.
Depois de aprender isso, Dal retorna para a aldeia, encontrando-o em chamas. Irritado e com poderes, ele se aproxima do monstro e começa a matá-los. Eventualmente, ele encontra sua noiva à beira da morte, que partilha as suas últimas palavras com ele. Entristecido com a morte dela, ele vai até a área onde os principais líderes do ataque estão residindo. Como se vê, eles estavam procurando a Dragon Blade, que agora exerce Dal. Com todos de sua aldeia fora, ele se estabelece com o Dragon Blade, e pede a Valthorian para matar os que destruiu sua casa e sua noiva.
Passando por várias terras, Dal recupera porções da alma de Valthorian, que é vencida pela morte dos restantes cinco homens corruptos que Valthorian confiava. Os braços, cauda, um chefe de Valthorian é recuperado. Dal mata cada um dos dragões. Ao chegar Vormanax, uma grande luta ocorre, e no final, Valthorian é revivido e mata Vormanax, prendendo sua alma no Dragon Blade para substituí-la. Depois de agradecer Dal, Valthorian percebe que uma parcela mais escura, mais sinistra foi destinado o tempo todo, e que uma força maior do que Vormanax foi responsável por tudo.
Os seis dragões (em ordem de aparição) são
- Valthorian - Dragão do Fogo
- Jagira - Dragão de Água
- Skaroth - Dragão do Submundo
- Mobrius - Dragão do Envenenamento
- Norgiloth - Dragão da Luz
- Vormanax - Dragão das Trevas

## Jogabilidade
O jogo mistura Hack and Slash, "Beat'em Up" e aspectos de RPG, semelhante ao God of War e ao Devil May Cry.
No jogo, o Wii Remote é usado como arma de posse do personagem principal. Em primeiro lugar, é uma espada que só pode cortar e defender, mas conforme se avança no jogo, você ganha mais transformações para suas armas. Os modos de armas permitem utilizar um "punho de dragão", "cabeça de dragão", "asas de dragão" e "cauda de dragão". Há vinte níveis no jogo, e cinco mundos (quatro níveis por mundo). Para lutar, os jogadores podem bloquear a realização de inimigos e atirar fogo com a cabeça de dragão ou fazer várias técnicas de combate corpo a corpo, dependendo de qual arma está sendo usada.

## Recepção
A GameSpot avaliou o jogo com a nota 4.0, e a IGN classificou com 5.6. Ambos destacam a jogabilidade, gráficos "desatualizados", questões de controle, os níveis de Bland e um enredo ruim quanto aos "weakpoints" do jogo. A IGN, em particular, foi tão longe para chamar de "um título de orçamento sem o preço de orçamento". A GameSpy deu-lhe duas estrelas e meia em cada cinco, queixando-se dos problemas identificados. A X-play avaliou com a pontuação 2 de 5.